# Fernanda Mistral
Fernanda Mistral, właśc. Edith Dolly Peruyera (ur. 14 września 1934 w Argentynie) – argentyńska aktorka teatralna, telewizyjna i filmowa. W Polsce znana z roli Luisy Rapallo de Di Carlo w telenoweli Zbuntowany anioł produkowanej w latach 1998–1999 przez argentyński kanał telewizyjny TeLeFe.

## Filmografia

### Filmy
- 1951: Suburbio
- 1952: Las zapatillas coloradas
- 1954: Barrio Gris jako Laura
- 1955: El curandero
- 1959: Campo arado
- 1960: Hombre que cambió de nombre
- 1962: Mate Cosido jako Julia Delgado
- 1962: La novia
- 1962: Rumbos malditos
- 1963: Los venerables todos
- 1963: Niewinni jako Laura Errazquin
- 1963: Paula cautiva jako Marisa
- 1964: El día nacio viejo
- 1965: Psique y sexo
- 1966: La buena vida
- 1966: Lucía
- 1967: Gente conmigo jako Bertina
- 1967: Cómo seducir a una mujer jako Executive
- 1971: El vendedor de ilusiones
- 1972: Simplemente María jako Angelica
- 1973: José María y María José: Una pareja de hoy
- 1974: Separate Tables jako Miss Sybil Raillon-Bell
- 1975: La Raulito
- 1977: El soltero
- 1977: ¿Qué es el otoño?
- 1978: La parte del león jako Silvia de Di Toro
- 1981: Ofelia y sus juguetes
- 1981: Los chicos crecen
- 1983: El poder de la censura
- 1983: Los enemigos jako Nelly
- 1984: Venido a menos jako Beba
- 2002: Kamczatka jako Babcia
- 2008: Instrucciones para una nueva vida jako July
- 2009: Scusate il disturbo jako Irene

### Seriale
- 1958: Más allá del color: La vida de Gauguin y Degas
- 1959: Obras maestras del terror
- 1960: La Hora Fate
- 1961: Telebiografías
- 1964: Ocho estrellas en busca del amor
- 1965: Teleteatro de las estrellas
- 1965-1966: Teatro del sábado
- 1968: Su comedia favorita
- 1969: Un pacto con los brujos jako Laura
- 1969: El hombre que volvió de la muerte jako Erika
- 1970: Gran teatro universal
- 1970: Domingos de teatro cómico
- 1970: Ciclo de teatro argentino
- 1971: Una luz en la ciudad jako Silvia
- 1971: Narciso Ibáñez Menta presenta
- 1971: La supernoche
- 1971: Cuatro hombres para Eva
- 1971-1975: Alta comedia
- 1973: Tardes de cine y teatro
- 1973: Pobre diabla jako Emilce Guerrico
- 1973: Platea 7
- 1974: Casada por poder
- 1975: Teatro como en el teatro
- 1975: Piel naranja
- 1978: Cumbres borrascosas
- 1980-1982: Los especiales de ATC
- 1981: El ciclo de Guillermo Bredeston y Nora Cárpena
- 1982: Wola życia jako Dora
- 1982: La señora jako Karla
- 1982: Las 24 horas
- 1982: Felices fiestas
- 1995: La marca del deseo
- 1995: ¡Hola Papi!
- 1997: El Rafa
- 1998: La condena de Gabriel Doyle jako Amanda Kruger
- 1998-1999: Zbuntowany anioł jako Luisa Rapallo de Di Carlo

#### Jako ona sama
- 2011: Las tragedias de los famosos - w odcinku poświęconemu Osvaldo Guidi
- 2014: Hacete de Oliva - w odcinku z 13 maja 2014